# Angela Bassett

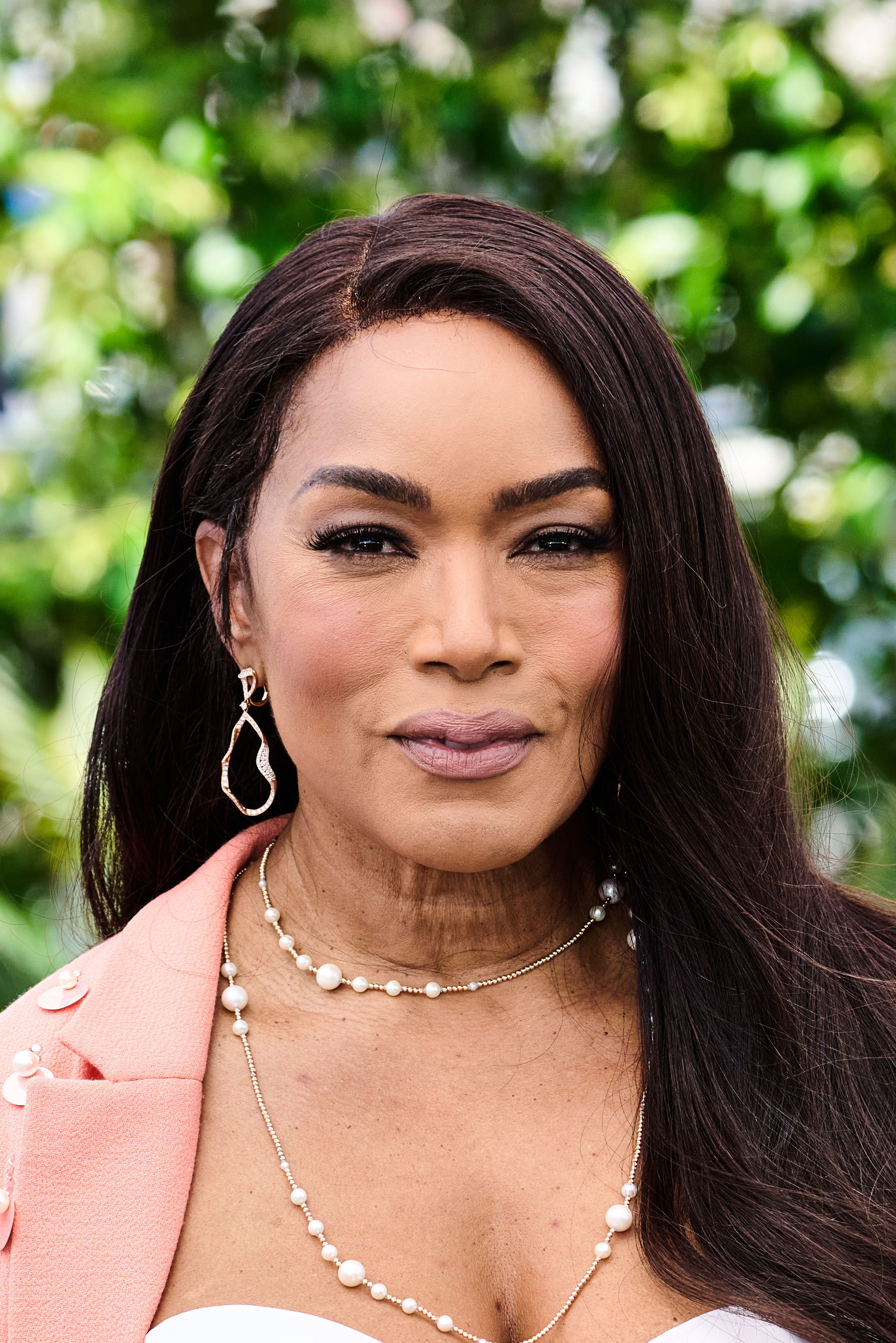
Angela Bassett bei den Filmfestspielen von Cannes 2025

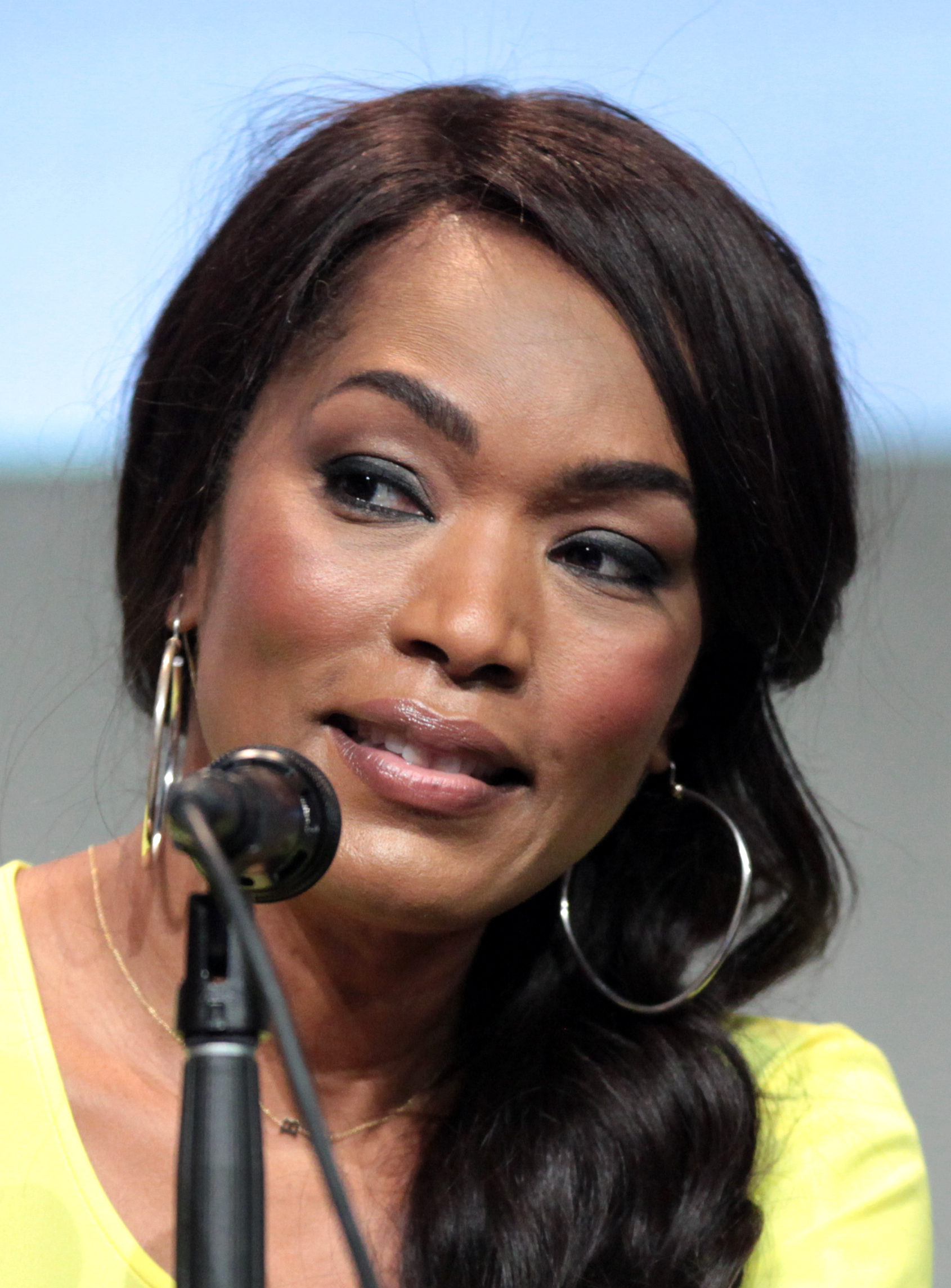
Angela Bassett auf der Comic-Con (2015)

Angela Evelyn Bassett (* 16. August 1958 in New York City, New York) ist eine US-amerikanische Schauspielerin. Im Laufe ihrer seit den 1980er Jahren andauernden Karriere gewann sie zahlreiche Auszeichnungen, darunter zwei Golden Globe Awards und wurde für insgesamt zehn Emmy Awards und zwei Oscars nominiert. 2024 erhielt sie einen Ehrenoscar für ihr Lebenswerk.

## Leben
Als Kind zog sie von New York nach Saint Petersburg, Florida. Sie und ihre Schwester D’nette wurden von ihrer Pflegemutter Betty aufgezogen. Sie studierte an der Yale University und erhielt ihren Bachelor of Arts in Afrikanisch-Amerikanischer Geschichte 1980. Drei Jahre später schloss sie mit einem Master of Fine Arts in der Kategorie Schauspiel ab.
Angela Bassett ist für Rollen in biografischen Filmen bekannt. Besonders ihr Porträt von Tina Turner in Tina – What's Love Got to Do with It? von 1993 rückte sie in das Licht der Öffentlichkeit. Für diese Rolle wurde sie sogar für den Oscar als beste Hauptdarstellerin nominiert und gewann einen Golden Globe.
In Yale traf Angela Bassett auch ihren Ehemann Courtney B. Vance, der dort 1986 seine Schauspielausbildung abschloss. Heute lebt sie mit ihm in Kalifornien und hat mit ihm seit 2006 Zwillingskinder.
2004 bis 2005 spielte Angela Bassett in der vierten Staffel der US-Fernsehserie Alias – Die Agentin die Nebenrolle Hayden Chase.
Von 2008 bis 2009 spielte sie die Rolle der Leiterin der Notaufnahme Dr. Catherine Banfield in Emergency Room – Die Notaufnahme.
Von 2013 bis 2016 wirkt sie in der Anthologie-Serie American Horror Story mit. 2018, in der achten Staffel spielte sie für die letzte Folge erneut ihre Rolle der Marie Laveau aus der dritten Staffel.
Für den im Juni 2014 in Deutschland erschienenen Musicalfilm Black Nativity wurde sie mit dem NAACP Image Award als beste Hauptdarstellerin ausgezeichnet.
Für ihre Nebenrolle der Königin Ramonda im Science-Fiction-Actionfilm Black Panther: Wakanda Forever (2022) wurde sie im Jahr 2023 für den Oscar und Golden Globe Award nominiert. Den Part hatte sie bereits im ersten Teil Black Panther (2018) bekleidet.
Im Juni 2023 wurde Bassett für ihre Verdienste als Schauspielerin der Ehrenoscar der Academy of Motion Picture Arts and Sciences (AMPAS) zuerkannt. Die Auszeichnung wurde ihr am 18. November 2023 in Los Angeles feierlich überreicht.

## Filmografie (Auswahl)
- 1985: Spenser
- 1985: Im Dschungel des Bösen (Doubletake, Fernsehfilm)
- 1985: Search for Tomorrow (Seifenoper, unbekannte Anzahl)
- 1985–1988: Die Bill Cosby Show (The Cosby Show)
- 1987: Ryan’s Hope (Seifenoper, unbekannte Anzahl)
- 1990: Spacecop L. A. (Fernsehserie, Folge 1x14)
- 1990: Challenger (Fernsehfilm)
- 1990: Equal Justice (Fernsehserie, Folge 1x08)
- 1990: Perry Mason und der Tod eines Idols (Perry Mason: The Case of the Silenced Singer, Fernsehfilm)
- 1990: Ohne Zeugen (In the Best Interest of the Child, Fernsehfilm)
- 1990: Kindergarten Cop
- 1991: Blinder Hass (Line of Fire: The Morris Dees Story, Fernsehfilm)
- 1991: Flash – Der Rote Blitz (The Flash, Fernsehserie, Folge 1x10)
- 1991: Feuersturm im Wolkenkratzer (Fire: Trapped on the 37th Floor, Fernsehfilm)
- 1991: Stat (Fernsehserie, Folge 1x03)
- 1991: Boyz n the Hood – Jungs im Viertel (Boyz n the Hood)
- 1991: Operation Wüstensturm (The Heroes of Desert Storm, Fernsehfilm)
- 1991: Stadt der Hoffnung (City of Hope)
- 1991: Unschuldig hinter Gittern (Locked Up: A Mother’s Rage, Fernsehfilm)
- 1991: One Special Victory (Fernsehfilm)
- 1992: Die Jacksons – Ein amerikanischer Traum (The Jacksons: An American Dream)
- 1992: Critters 4 – Das große Fressen geht weiter (Critters 4)
- 1992: Passion Fish
- 1992: Bloody Marie – Eine Frau mit Biß (Innocent Blood)
- 1992: Malcolm X
- 1993: Tina – What’s Love Got to Do with It? (What’s Love Got to Do with It)
- 1995: Panther
- 1995: Strange Days
- 1995: Vampire in Brooklyn (Wes Craven’s Vampire In Brooklyn)
- 1995: Waiting to Exhale – Warten auf Mr. Right (Waiting to Exhale)
- 1997: Contact
- 1998: Stellas Groove – Männer sind die halbe Miete (Stella’s Groove)
- 1999: Music of the Heart
- 2000: Supernova
- 2000: Whispers: Ein Elefantenmärchen (Whispers: An Elephant’s Tale)
- 2000: Boesman and Lena
- 2001: The Score
- 2001: Ruby’s Bucket of Blood (Fernsehfilm)
- 2002: The Rosa Parks Story (Fernsehfilm)
- 2002: Land des Sonnenscheins – Sunshine State (Sunshine State)
- 2003: Masked and Anonymous
- 2004: Mr 3000
- 2005: The Lazarus Child
- 2005: Alias – Die Agentin (Alias, Fernsehserie, vier Folgen)
- 2005: Mr. & Mrs. Smith
- 2006: Akeelah ist die Größte (Akeelah and the Bee)
- 2006: Time Bomb (Fernsehfilm)
- 2007: Triff die Robinsons (Meet the Robinsons)
- 2008: Of Boys and Men
- 2008: Meet the Browns
- 2008: Nichts als die Wahrheit (Nothing But the Truth)
- 2008: Gospel Hill
- 2008–2009: Emergency Room – Die Notaufnahme (ER, Fernsehserie, 16 Folgen)
- 2009: Notorious B.I.G.
- 2011: Jumping the Broom
- 2011: Green Lantern
- 2012: Das gibt Ärger (This Means War)
- 2013: Betty and Coretta (Fernsehfilm)
- 2013: Olympus Has Fallen – Die Welt in Gefahr (Olympus Has Fallen)
- 2013: Black Nativity
- 2013–2016, 2018: American Horror Story (Fernsehserie, 40 Episoden)
- 2014: Wie ein weißer Vogel im Schneesturm (White Bird in a Blizzard)
- 2015: Tom Clancy’s Rainbow Six Siege (Videospiel, Stimme)
- 2015: Survivor
- 2015: Chi-Raq
- 2015–2018: BoJack Horseman (Fernsehserie, zehn Folgen, Stimme)
- 2016: London Has Fallen
- 2016: The Snowy Day (Fernsehfilm)
- 2016: Close to the Enemy (Fernsehserie, Folgen 1x01–1x07)
- 2017: Underground (Fernsehserie, Folge 2x03)
- 2017: Master of None (Fernsehserie, Folge 2x08)
- 2018: Black Panther
- 2018: Mission: Impossible – Fallout
- 2018: Bumblebee (Stimme)
- seit 2018: 9-1-1: Notruf L.A. (9-1-1, Fernsehserie)
- 2019: Avengers: Endgame
- 2019: Otherhood
- 2020: Soul (Stimme)
- 2021: Gunpowder Milkshake
- 2021: What If…? (Fernsehserie, Folge 1x06, Stimme)
- 2022: 9-1-1: Lone Star (Fernsehserie, Folge 3x11)
- 2022: Wendell & Wild (Sprechrolle)
- 2022: Black Panther: Wakanda Forever
- 2024: Damsel
- 2025: Zero Day (Miniserie)
- 2025: Mission: Impossible – The Final Reckoning

## Auszeichnungen

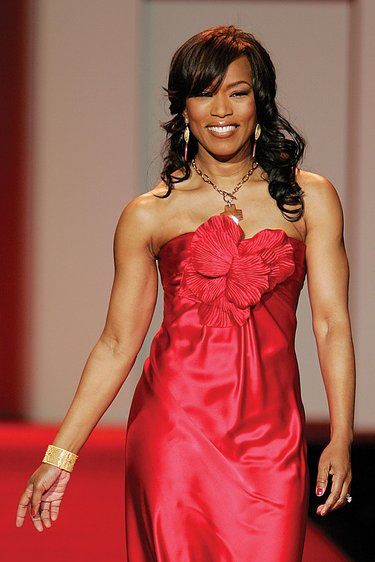
Bassett bei der Red Dress Collection (2007)

- 1993: Oscar-Nominierung als Beste Hauptdarstellerin für Tina – What’s Love Got To Do With It
- Sie ist seit dem 20. März 2008 mit einem Stern auf dem Walk of Fame ausgezeichnet. Die Adresse: 7000 Hollywood Blvd.
- 2023: Oscar-Nominierung als Beste Nebendarstellerin für Black Panther: Wakanda Forever.
- Im März 2023 wurde sie als eine von zwölf Frauen in die Liste der Women of the Year 2023 der Time aufgenommen.[4]
- 2023: Ehrenoscar für ihr Lebenswerk
- 2024: Auszeichnung als Disney Legend[5]